# Ratni zločin
Ratni zločin predstavlja kršenje međunarodnog prava koji su tijekom ratovanja počinile sukobljene strane.
Završetkom Drugog svjetskog rata, konkretnije Nürnberškog procesa, ustanovljena su Nürnberška načela koja nalažu što se sve podrazumijeva ratnim zločinom.  
Međunarodna pravna definicija i mogućnosti kažnjavanja ratnih zločina su se mijenjale tijekom vremena. Danas se pod terminom ratni zločin smatra općenito kršenje ženevskih konvencija ili Haške konvencije. 
Zločini koji su počinjeni u ratnim razdoblju ili na ratom zahvaćenim području, ali koji nemaju uzročno-posljedične veze s ratom, ne označavaju se kao ratni zločini. 
Za ratne zločine se smatraju, primjerice, sljedeći zločini: 
- ciljano ubijanje civila,
- razaranje vodoopskrbnih sustava i sustava električne opskrbe,
- izglađivanje civilnog stanovništva,
- ometanje dopreme humanitarne pomoći,
- masivna bombardiranja gradova,
- napadi na nezaštićene gradove,
- korištenje biološkog ili kemijskog oružja,
- ubijanje zarobljenika ili taoca,
- pljačke na zauzetim područjima,
- sustavne pljačke kulturnih dobara,
- genocid
- ili druga masovna ubojstva (democid).